# Crocus imperati
Crocus imperati là một loài thực vật có hoa trong họ Diên vĩ. Loài này được Ten. miêu tả khoa học đầu tiên năm 1826.